# Многи мученици у Евгенији
Многи мученици у Евгенији, близу Цариграда је православни празник. У време цара Аркадија откопаше се мошти многих мученика Христових, међу којима и апостола Андроника и помоћнице му Јуније (Рм 16, 7). Ове мошти пронађоше се према откровењу од Бога некоме клирику Николи Калиграфу. "Њихова имена зна само Господ, који их је записао у Књигу Живих на небесима". Над моштима апостола Андроника саградио је византијски цар Андроник I Комнин, диван храм у XII веку.
Српска православна црква слави их 22. фебруара по црквеном, а 7. марта по грегоријанском календару.